# Kookynie
Kookynie is een plaats in de regio Goldfields-Esperance in West-Australië. Het is een toeristisch spookdorp.

## Geschiedenis
In 1895 ontdekten goudzoekers Miller en Morgan een goudafzetting. Ze namen een lease op die ze de 'Englishman' noemden. In Londen werd de onderneming 'Cosmopolitan Proprietary' naar de beurs gebracht. De onderneming kocht de 'Englishman' en de belendende leases op. Ze ontwikkelde er zeven mijnschachten. In 1898 bouwde C.Y. O'Connor de 'Niagara Dam' om de spoorweg tussen Kalgoorlie en Menzies van water te voorzien.
In 1900 werd Kookynie officieel gesticht. Beaumont, de manager van de nabij Menzies gelegen Lady Shenton-goudmijn, vernoemde Kookynie vermoedelijk naar een plaats in Zuid-Australië.
Tegen september 1904 had 'Cosmopolitan Proprietary' 168.229 ton erts verwerkt en meer dan 7.000 kilogram goud geproduceerd. In 1905 had Kookynie elektriciteitsvoorzieningen. Het had zijn bestaan te danken aan de Cosmpopolitan-goudmijn waar een vijfhonderdtal mijnwerkers werkten. Er waren nog enkele andere mijnen actief waaronder de 'Cumberland Niagara Champion Proprietary' en de 'Britannia'. Kookynie diende als distributiecentrum voor de rondom gelegen goudmijndorpjes Yerilla, Yarri, Yundamindera en Edjudina.
In 1907 telde Kookynie 3.500 inwoners. Het had het eerste openbare zwembad van de oostelijke goudvelden, elf hotels, een post- en telegraafkantoor, een politiekantoor, een ziekenhuis, een staatsschool, verscheidene kerken, krantenwinkels, hoefsmeden, apothekers, banken, bakkers, beenhouwers, juweliers, horlogemakers, voedingswinkels, kledingwinkels, snoepwinkels, tabakswinkels, fotografen, een brouwerij, twee softdrinkfabrieken en een gemeenschapszaal. Voordat de spoorweg vanuit Kalgoorlie langs Malcolm, Mertondale, Gwalia, Leonora, Murrin Murrin, Mt Morgans en Mt Margaret naar Laverton werd doorgetrokken, vormde Kookynie het kopstation van de spoorweg.
In 1908 sloot 'Cosmopolitan Proprietary' de Cosmopolitan-goudmijn maar de mijnactiviteiten werden nog tot zeker in de jaren 1920 voortgezet door pachters. Door het sluiten van de goudmijn bloedde Kookynie dood. Er werd geprobeerd beslag op de mijn te leggen. In 1917 kreeg mijnspeculant Charles de Bernales de goudmijn in handen waardoor er nog minder kans was op een heropening. In de jaren 1930 verwierf 'Western Mining Corporation' de leases ten oosten van Kookynie. Er vonden minimale mijnactiviteiten plaats. Arthur Vickery opende in 1950 een verwerkingsfabriek om de aanwezige 250.000 ton ertsafval te verwerken.

## 21e eeuw
Kookynie maakt deel uit van het lokale bestuursgebied (LGA) Shire of Menzies, waarvan Menzies de hoofdplaats is. Het is praktisch een spookdorp. In 2021 telde Kookynie en omgeving 99 inwoners. Het 'Kookynie Grand Hotel' uit 1902 is nog steeds open. Het spookdorp is dankzij de vele historische gebouwen een toeristische trekpleister en maakt deel uit van de 965 kilometer lange toeristische autoroute 'Golden Quest Discovery Trail'.

## Transport
Kookynie wordt door de 'Kookynie Road' met de Goldfields Highway verbonden. Het ligt 796 kilometer ten oostnoordoosten van de West-Australische hoofdstad Perth, 63 kilometer ten zuidzuidoosten van Leonora en 70 kilometer ten noordoosten van Menzies.
De spoorweg die langs Kookynie loopt maakt deel uit van het goederenspoorwegnetwerk van Arc Infrastructure. Er rijden geen reizigerstreinen.
Er ligt een startbaan, Kookynie Airport (ICAO: YKOK).

## Klimaat
Kookynie kent een warm woestijnklimaat, BSw volgens de klimaatclassificatie van Köppen.

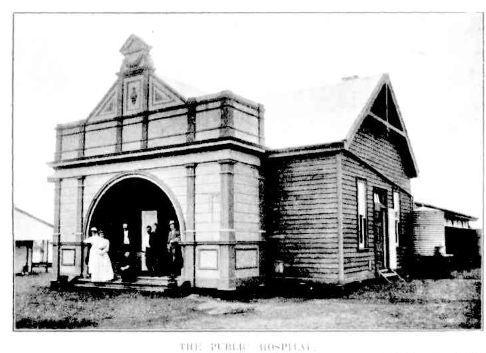
Ziekenhuis te Kookynie in 1905

Agnew · Balagundi · Balgarri · Bardoc · Beria · Black Flag · Bonnie Vale · Boorara · Boulder · Broad Arrow · Buldania · Bullabulling · Bulong · Burbanks · Burtville · Callion · Cascade · Comet Vale · Condingup · Coolgardie · Coonana · Cosmo Newbery · Cundeelee · Dalyup · Davyhurst · Duketon · Dundas · Dunnsville · Esperance · Eucla · Eulaminna · Euro · Feysville · Forrest · Gibson · Gindalbie · Golden Ridge · Goongarrie · Grass Patch · Gudarra · Gwalia · Higginsville · Hopetoun · Israelite Bay · Jerdacuttup · Kalgoorlie · Kambalda · Kambalda West · Kanowna · Kathleen · Kintore · Kookynie · Kurnalpi · Kunanalling · Kundana · Kurrajong · Kurrawang · Lakewood · Laverton · Lawlers · Leinster · Leonara · Linden · Londonderry · Loongana · Malcolm · Menzies · Mertondale · Mount Burges · Mount Ida · Mount Margaret · Mount Morgans · Mulgarrie · Mulwarrie · Mulline · Mungari · Munglinup · Murrin Murrin · Niagara · Norseman · Ora Banda · Princess Royal · Ravensthorpe · Rawlinna · Salmon Gums · Scaddan · Sir Samuel · Tampa · Vivien · Warburton · Waverley · Widgiemooltha · Windanya · Wingellina · Woodarra · Yarri · Yerilla · Yunndaga · Yundamindera · Zanthus